# KNM-LT 329
KNM-LT 329 è il fossile di una mascella inferiore destra, di cui restato anche tre denti, datato tra 5.0- 4.2 milioni di anni fa, scoperta nel 1967 da un team di ricercatori condotto da Bryan Patterson, nella formazione geologica Lothagam a sud est del Lago Turkana in  Kenya.

## Caratteristiche
La mandibola è stata descritta come morfologicamente intermedia tra i moderni Ponginae e gli Australopithecus afarensis.